# Жан II (граф Суассона)

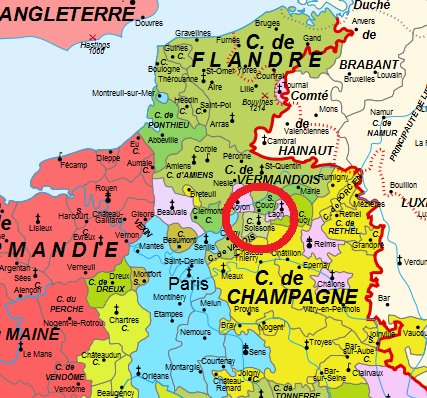
Графство Суассон в 1180 году

Жан II де Нель (фр. Jean II de Nesle) по прозвищу Заика (le Bègue) (ум. 1270/1272) — граф Суассона и сеньор Амбуаза, граф Шартра по праву жены. Не следует путать его с двоюродным братом — Жаном II де Нелем (ум. 1239), бургграфом Брюгге.

## Биография
Сын Рауля I де Неля (ум. 1235) и его третьей жены Ады д’Авен.
В 1248—1250 годах сопровождал короля Людовика IX в Египет во время Седьмого крестового похода. Отличился в битве при Аль-Мансуре (8 февраля 1250 года). В апреле того же года попал в плен к мамлюкам, но вскоре отпущен, после чего вернулся во Францию.
В 1265—1266 годах вместе с Карлом Анжуйским участвовал в завоевании Сицилийского королевства.
В 1270 году участвовал в Восьмом крестовом походе и вскоре после возвращения умер (до февраля 1272 г.).

## Семья
Первая жена (свадьба не позднее мая 1234) — Мария (ум. ок. 1241/1242), дочь и наследница Роже де Шиме. Дети:
- Жан III (ум. до 1286) — граф Суассона.
- Рауль де Нель (ум. 1270/1271), сеньор дю Тур и де Кёрв.
- четыре дочери.

Вторая жена — Матильда д’Амбуаз (ум. 12 мая 1256 года), графиня Шартра, дочь Сюльписа III д’Амбуаза и Изабеллы де Блуа.